# Kalanchoe obtusa
Kalanchoe obtusa és una espècie de planta suculenta del gènere Kalanchoe, de la família de les Crassulaceae.

## Descripció
És una planta perenne de poc creixement de fins a 15 cm. alçada. Tija erecta a decumbent, glabra.
Les fulles són glabres, peciolades; fulla obovada o suborbicular, de fins a 7 cm de llarg i 5 cm ample, vèrtex obtús, base cuneada a vegades arrodonida, marges sencers, sinuats o lleugerament crenats, de color verd a vermellós; pecíol de fins a 1,5 cm de llarg i de 0,1 a 0,15 cm d'ample, pla, semiamplexicaule.
La inflorescència és més o menys densa, corimbosa, de 2 a 3 cm de llarg, amb uns quants pèls glandulars o glabres; pedicels d'1 a 3 mm de llarg.
Els lòbuls del calze lanceolats a lineals-lanceolats, de 3,5 a 4,5 mm de llarg i d'1 a 1,8 mm d'amplada, connectat a la base durant uns 0,3 mm. Corol·la de color vermell brillant, verd clar a la part inferior del tub; tub de 7 a 9,5 mm de llarg; lòbuls reduïts a àmpliament oblongs-ovats, d'uns 5 mm de llarg i de 2 a 3 mm ample, mucronat (mucró d'uns 0,3 mm de llarg). Els estams episèpals inclosos 0,5 a 1 mm per sota dels estams epipètals; estams epipètals amb puntes que arriben a la gola del tub o inclosos fins a 1,5 mm; anteres amb glàndules apicals d'uns 0,1 mm de diàmetre; anteres d'ambdós verticils gairebé de la mateixa mida, àmpliament oblongs, de 0,65 a 7 mm de llarg i de 0,6 a 0,65 mm d'ample. Escates nectàries lineals, de 2 a 2,5 mm de llarg. Carpels lineal-lanceolats, de 6,5 a 7 mm de llarg, que finalitzen bruscament en estils de 2 a 2,5 mm llarg.

## Distribució
Planta endèmica de Kènia i Tanzània. Creix en bosc de fulla perenne a semi-caduca, generalment sobre pedra calcària; de 1 a 450 m d'altitud.

## Nom

### Taxonomia
Kalanchoe obtusa va ser descrita per Heinrich Gustav Adolf Engler (Engl.) i publicada a Die Pflanzenwelt Ost-Afrikas C: 189. 1895.

### Etimologia
Kalanchoe és un nom genèric que deriva de la paraula cantonesa "Kalan chauhuy", 伽藍菜 que significa 'allò que cau i creix'. Obtusa és un epítet llatí que significa 'obtusa' en referència a l'àpex de la fulla en angle superior a 90°.